# ۶-هیدروکسی‌ملاتونین
۶-هیدروکسی‌ملاتونین (6-OHM) یک متابولیت فعال طبیعی، درون‌زاد و اصلی ملاتونین است. مشابه ملاتونین، 6-OHM آگونیست کامل گیرنده‌های MT1 و MT2 است. همچنین یک آنتی‌اکسیدان و محافظ عصبی است و از این نظر نسبت به ملاتونین قوی‌تر است.

## همچنین ببینید
- N- استیل‌سروتونین (نورملاتونین)
- ۵-متوکسی‌تریپتامین